# Барки (Русько-Лашминське сільське поселення)
Ба́рки (рос. Барки, ерз. Пиче веле) — присілок у складі Ковилкінського району Мордовії, Росія. Входить до складу Русько-Лашминського сільського поселення.
Населення — 59 осіб (2010; 78 у 2002).
Національний склад станом на 2002 рік:
- мордва — 96 %